# 1944 en arts plastiques
| Années des arts plastiques : 1941 - 1942 - 1943 - 1944 - 1945 - 1946 - 1947    |
| Décennies des arts plastiques : 1910 - 1920 - 1930 - 1940 - 1950 - 1960 - 1970 |

Cette page concerne l'année 1944 en arts plastiques.

## Œuvres
- Jeune femme à la pelisse blanche, huile sur toile de Henri Matisse.
- Le Triomphe de la mort, tableau de Felix Nussbaum.

## Naissances
- 20 janvier : Alain Satié, peintre et sculpteur français († 6 février 2011),
- 28 janvier : XI Axing, peintre chinois,
- 7 février : Bjørn Morisse, illustrateur, auteur de bande dessinée et musicien norvégien († 27 juillet 2006),
- 1er mars : Walther Jervolino, peintre italien († 12 juillet 2012),
- 24 mars : Rebecca Horn, artiste allemande utilisant l’installation, la performance, le film, le dessin ou la photographie,
- 30 mars : Gerrit Komrij, peintre, poète, écrivain, traducteur, critique, polémiste et dramaturge néerlandais († 5 juillet 2012),
- 4 avril : Keizo Morishita, peintre japonais († 5 avril 2003),
- 7 avril : Jean-Pierre Pincemin, peintre, graveur et sculpteur français († 17 mai 2005),
- 17 avril : Bertrand-Moulin, peintre et sérigraphe français († 9 février 2006),
- 3 mai :Twins Seven Seven, peintre et sculpteur nigérian († 16 juin 2011),
- 6 mai : Riad Beyrouti, peintre syrien († 4 novembre 2019),
- 10 mai : Giuliano Ghelli, peintre et sculpteur italien († 15 février 2014),
- 11 mai : Élisabeth Chabin, peintre française,
- 17 mai : Jean-Pierre Bocquel, peintre français,
- 22 mai : Henri Guédon, peintre et musicien de jazz français († 12 février 2006),
- 4 juin :
  - Rafik El Kamel, peintre tunisien († 12 mars 2021),
  - Ofelia Gelvezón-Téqui, peintre et graveur philippine,
- 20 juin : Gérard Voulouzan, peintre français († 31 décembre 2020),
- 15 août : Thierry Rijkhart de Voogd, peintre néerlandais d'origine française († 28 mai 1999),
- 22 août : Bernard Vidal, peintre et publicitaire français († 21 janvier 2019),
- 6 septembre : Christian Boltanski, artiste plasticien français († 14 juillet 2021),
- 13 septembre : Henri de Jordan, peintre français († 31 janvier 1996),
- 16 novembre : Fouad Jawhar, peintre libanais († 19 décembre 2013),
- 13 décembre : Mahmoud Tounsi, écrivain et peintre tunisien († 12 avril 2001),
- ? :
  - Wang Huaiqing, peintre chinois,
  - Foued Zaouche, peintre et écrivain tunisien († 25 mars 2015).

## Décès
- 2 janvier : Jacques Gotko, peintre et chef décorateur français (° 1899),
- 9 janvier :
  - Emmanuel de La Villéon, peintre et illustrateur post-impressionniste français (° 29 mai 1858),
  - Thérèse Pomey, peintre française (° 26 janvier 1867),
- 12 janvier : Adrien Lemaître, peintre français (° 30 mars 1863),
- 14 janvier : Nadine Landowski, peintre française (° 1er juin 1908),
- 18 janvier : Nikolaï Samokich, peintre et illustrateur russe puis soviétique (° 25 octobre 1860),
- 22 janvier : Ernest Cracco, peintre belge (° 23 août 1864),
- 23 janvier : Edvard Munch,  peintre norvégien (° 12 décembre 1863),
- 29 janvier : Jules Huet de Froberville, peintre et décorateur de théâtre français (° 17 février 1868),
- 1er février : Piet Mondrian, peintre néerlandais (° 7 mars 1872),
- 6 février : Julien Féron, peintre français (° 14 septembre 1864),
- 12 février : John Saint-Hélier Lander, peintre portraitiste et paysagiste britannique (° 19 octobre 1868),
- 16 février : Mainie Jellett, peintre irlandaise (° 29 avril 1897),
- 26 février : Lucienne Heuvelmans, sculptrice, peintre et illustratrice française (° 25 décembre 1881),
- 5 mars :
  - Max Jacob, poète, romancier et peintre français (° 12 juillet 1876),
  - Constant Montald, peintre et sculpteur belge (° 4 décembre 1862),
- 11 mars : Paul Gervais, peintre français (° 7 septembre 1859),
- 13 mars :
  - Arthur Midy, peintre français (° 18 mars 1877),
  - Lucien Mignon, peintre, illustrateur, lithographe et pastelliste français (° 13 septembre 1865),
- 18 mars : Franz Melchers, peintre, dessinateur et graveur néerlandais d'origine allemande (° 16 avril 1868),
- 20 mars : Ilia Machkov, peintre russe puis soviétique (° 29 juillet 1881),
- 26 mars : Henri Le Riche, peintre, sculpteur, graveur et illustrateur français (° 12 avril 1868),
- 30 mars : Lucien Laurent-Gsell, peintre et illustrateur français (° 19 novembre 1860),
- ? mars :  Maurice Tastemain, peintre et maître-verrier français (° 6 septembre 1878),
- 3 avril : Octav Băncilă, peintre roumain (° 4 février 1872),
- 12 avril : Giorgio Belloni, peintre italien (° 13 décembre 1861),
- 15 avril : Joseph de La Nézière, peintre et illustrateur français (° 5 août 1873),
- 16 avril : Paul Briaudeau, peintre français (° 14 juin 1869),
- 17 avril :
  - Anastas Bocarić, peintre dalmate puis yougoslave (° 1er janvier 1864),
  - Magdeleine Hue, peintre française de l'École de Rouen (° 31 octobre 1882),
- 28 avril : Matsuoka Hisashi, peintre japonais de style yōga (° 5 mars 1862),
- 29 avril : Józef Klukowski, peintre et sculpteur polonais (° 13 novembre 1894),
- 10 mai : Pierre Drobecq, architecte, peintre, graveur, lithographe et illustrateur français (° 27 juillet 1893),
- 29 mai : Francisque Pomat, peintre et dessinateur français (° 25 mai 1874),
- 30 mai : Maurice Dubois, peintre français (° 4 juin 1869),
- ? mai : Édouard Crémieux, peintre français (° 21 janvier 1856),
- 2 juin : Achille Laugé, peintre post-impressionniste français (° 29 avril 1861),
- 5 juin : Ker-Xavier Roussel, peintre français (° 10 décembre 1867),
- 6 juin : Maurice Pigeon, peintre français (° 29 décembre 1883),
- 8 juin : Ivan Blinov, calligraphe et peintre-miniaturiste russe puis soviétique (° 17 novembre 1872),
- 9 juin : Gino Parin, peintre italien (° 25 août 1876),
- 11 juin : Vojtěch Preissig, designer, typographe, graveur et enseignant tchèque (° 31 juillet 1873),
- 1er juillet : Henri-Marcel Magne, peintre et décorateur français (° 11 octobre 1877),
- 4 juillet : Gustave Brisgand, peintre et pastelliste français (° 29 novembre 1867),
- 10 juillet : Lucien Pissarro, peintre français (° 20 février 1863),
- 14 juillet : Romans Suta, peintre letton (° 28 avril 1896),
- 31 juillet : Sophie Blum-Lazarus, peintre paysagiste et pastelliste française d'origine allemande (° 15 juillet 1867),
- 19 août : Génia Lioubow, peintre française (° 15 février 1874),
- 20 août : Leon Chwistek, peintre avant-gardiste, théoricien de l'art moderne, critique littéraire, logicien, philosophe et mathématicien polonais (° 13 janvier 1884 ou 13 juin 1884),
- 27 août : Adolphe Rey, peintre français (° 8 avril 1863),
- 30 août : Édouard Navellier, graveur, sculpteur et peintre français (° 26 mars 1865),
- ? août : Stanislav Joukovski, peintre d'origine polonaise et biélorusse (° 13 mai 1873),
- 5 septembre : Feliks Michał Wygrzywalski, peintre orientaliste polonais (° 20 novembre 1875),
- 21 septembre : Giovanni Mataloni, peintre, graveur, illustrateur et affichiste italien (° 24 juillet 1869),
- 27 septembre :
  - André Devambez, peintre et illustrateur français (° 26 mai 1867),
  - Aristide Maillol, sculpteur et peintre français (° 8 décembre 1861),
- 15 octobre : Pierre Gatier, peintre et graveur français (° 12 janvier 1878),
- 19 octobre : Leopoldo Metlicovitz, peintre, affichiste, illustrateur et metteur en scène italien d'origine dalmate (° 17 juillet 1868),
- 21 octobre : Hilma af Klint, artiste suédoise, pionnière de l'art abstrait (° 26 octobre 1862),
- 27 octobre : Léo Gausson, peintre français (° 14 février 1860),
- 7 novembre : Alfred Renaudin, peintre français (° 3 juin 1866),
- 19 novembre : Ludwig Dettmann, peintre allemand (° 25 juillet 1865),
- 27 novembre : Georges Griois, peintre français (° 5 août 1872),
- 4 décembre :
  - Léon Desbuissons, peintre, graveur et aquafortiste français (° 30 mai 1863),
  - Yan Bernard Dyl, peintre  et illustrateur français (° 18 juin 1887),
- 8 décembre : Claude Firmin, peintre français (° 18 février 1864),
- 13 décembre :
  - Vassily Kandinsky, peintre et graveur russe (° 16 décembre 1866),
  - Tony Minartz, peintre, dessinateur, illustrateur et graveur français (° 28 avril 1870),
  - Octavie Charles Paul Séailles, peintre et graveuse française (° 1855),
- 23 décembre : Eugène Prévost-Messemin, décorateur de théâtre, peintre et illustrateur français (° 8 décembre 1880),
- 30 décembre : André Cahard, peintre, graveur et illustrateur français (° 20 juillet 1868),
- ? :
  - Marie Louise Amiet, dessinatrice et peintre française (° 17 avril 1879),
  - Vladimir Baranov-Rossiné, peintre ukrainien (° 1er janvier 1888),
  - Benoît Benoni-Auran, peintre français (° 1859),
  - François-Ignace Bibal, peintre français (° 17 septembre 1878),
  - Mattéo Brondy, peintre, dessinateur et vétérinaire français (° 1866),
  - Jules Cayron, peintre français (° 28 septembre 1868),
  - Félix Courché, peintre français du courant symboliste (° 20 avril 1863),
  - Gabriel-Charles Deneux, peintre français (° 8 septembre 1856),
  - Henri Epstein, peintre polono-français (° 14 janvier 1891),
  - Alexandre Heimovits, peintre franco-polonais (° 1900),
  - Henri Hourtal, peintre français (° 1877),
  - Stanislav Joukovski, peintre d'origine polonaise et biélorusse (° 1873),
  - Michał Kamieński, militaire, sculpteur et peintre polonais (° 13 août 1893),
  - Mary Rankin Swan, peintre portraitiste irlandaise (° 1844),
  - Ulisse Ribustini, peintre italien (° 26 août 1852),
  - Eugenio Zampighi, peintre et photographe italien (° 17 octobre 1859).